# لیوبوف اووچاروا
لیوبوف اووچاروا (به روسی: Любовь Овчарова؛ زادهٔ ۲۳ اکتبر ۱۹۹۵) یک کشتی‌گیر آزادکار اهل روسیه است.
از افتخارات وی می‌توان به کسب مدال نقره مسابقات قهرمانی کشتی جهان ۲۰۱۹ اشاره کرد. وی سابقه حضور در المپیک ۲۰۲۰ توکیو را دارد.